# Christian Noël
Christian Noël (ur. 13 marca 1945 w Agen) – francuski florecista, wielokrotny medalista igrzysk olimpijskich i mistrzostw świata.
Na igrzyskach olimpijskich w Tokio w 1964 roku Francuzi w składzie: Jean-Claude Magnan, Daniel Revenu, Jacky Courtillat, Pierre Rodocanachi i Christian Noël zajęli drużynowo trzecie miejsce. Na rozgrywanych cztery lata później igrzyskach olimpijskich w Meksyku wspólnie z Magnanem, Revenu, Berolattim i Dimontem zdobył złoty medal. Indywidualnie był czwarty, przegrywając rywalizację o brązowy medal z Danielem Revenu. Kolejne dwa medale zdobył na igrzyskach olimpijskich w Monachium w 1972 roku. W rywalizacji indywidualnej zajął trzecie miejsce, chociaż w rundzie finałowej wygrał dwie z pięciu walk; wyprzedzili go tylko Polak Witold Woyda i Węgier Jenő Kamuti. Ponadto Magnan, Revenu, Noël, Berolatti i Bernard Talvard zdobyli tam drużynowo brązowy medal. Brał też udział w igrzyskach olimpijskich w Montrealu w 1976 roku, gdzie reprezentacja Francji w składzie: Daniel Revenu, Christian Noël, Didier Flament, Bernard Talvard i Frédéric Pietruszka zdobyła drużynowo brązowy medal. Indywidualnie był tym razem siódmy.
Podczas mistrzostw świata w Paryżu w 1965 roku razem z Magnanem, Courtillatem, Revenu i Rodocanachim zdobył brązowy medal w zawodach drużynowych. W tej samej konkurencji Francuzi z Noëlem w składzie zdobywali też złote medale na mistrzostwach świata w Wiedniu (1971) i mistrzostwach świata w Budapeszcie (1975) oraz brązowy na mistrzostwach świata w Grenoble (1974). Ponadto na zdobywał złote medale indywidualnie na mistrzostwach świata w Göteborgu w 1973 roku i mistrzostwach świata w Budapeszcie dwa lata później.
Trzykrotnie był mistrzem Francji (1969, 1970, 1976).